# Craspedosoma simoni
Craspedosoma simoni är en mångfotingart som beskrevs av Fanzago 1877. Craspedosoma simoni ingår i släktet Craspedosoma och familjen knöldubbelfotingar. Inga underarter finns listade i Catalogue of Life.